# Nantucket
Nantucket ist eine etwa 125 Quadratkilometer große Atlantik-Insel des Bundesstaates Massachusetts der Vereinigten Staaten südlich von Cape Cod und östlich von Martha’s Vineyard. Das U.S. Census Bureau hat bei der Volkszählung 2020 eine Einwohnerzahl von 14.255 ermittelt.
Der Name Nantucket geht auf ähnliche algonkische Namen für die Insel zurück und bedeutet in etwa „das weit entfernte Land“. 

Inklusive der Wasserflächen und zweier kleinerer Inseln bildet sie die 273 Quadratkilometer große Gebietskörperschaft Nantucket County mit der darin gelegenen Stadt Nantucket und dem  Verwaltungssitz (County Seat) in Massachusetts.
Die Stadt und Insel sind vor allem durch den von dort im 18. Jahrhundert ausgehenden Walfang bekannt geworden.

## Geschichte

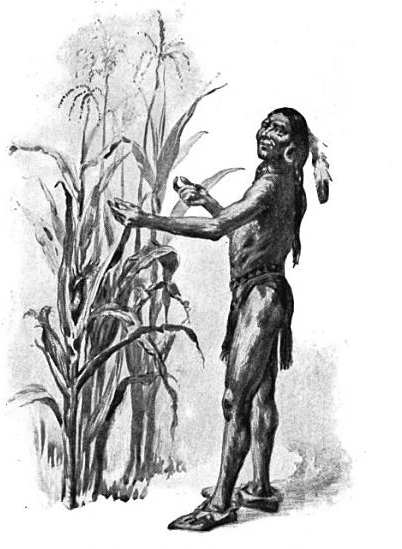
Der Patuxet-Indianer Squanto (auch: Tisquantum)

Flagge von Nantucket

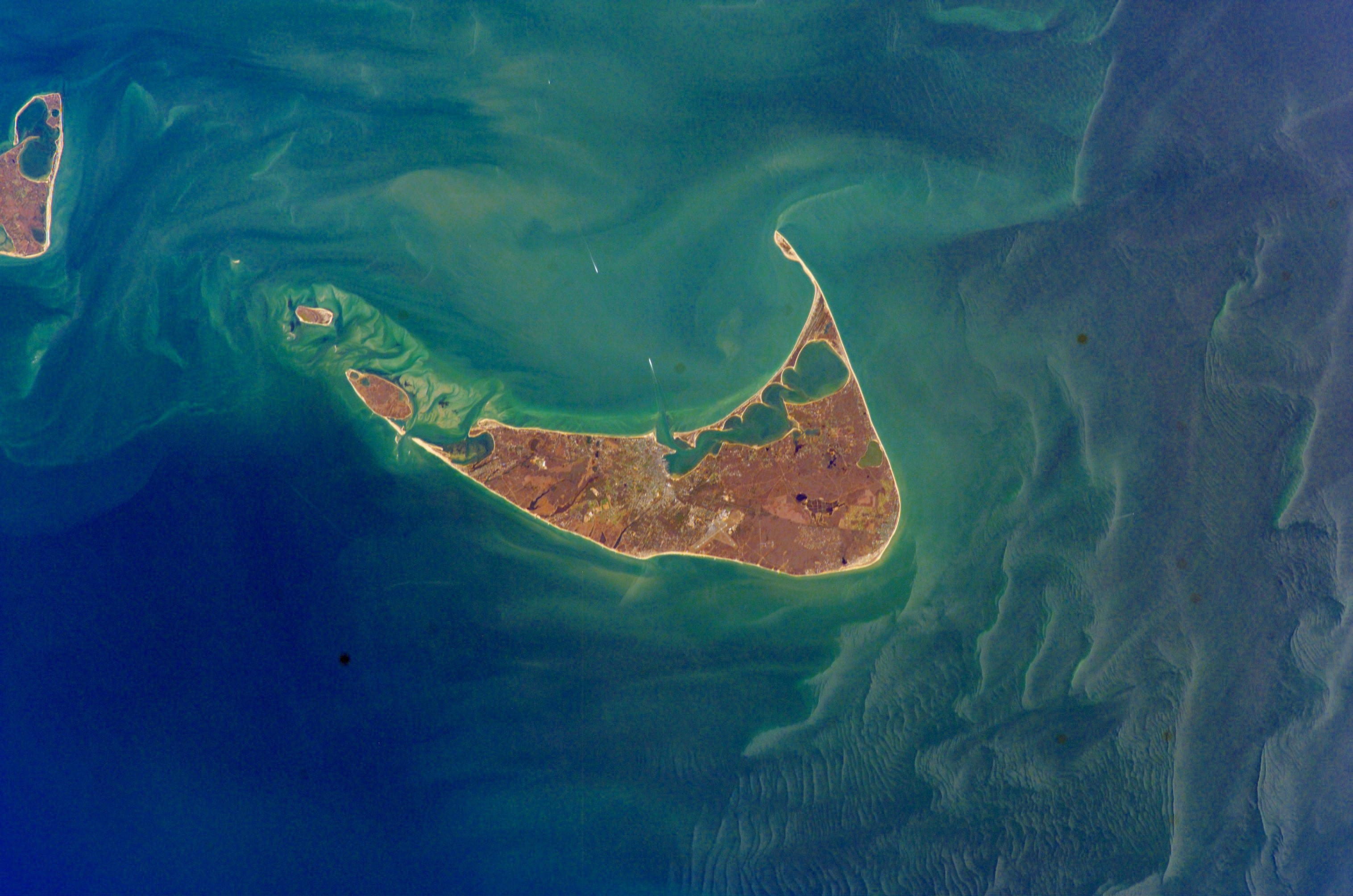
Satellitenfoto

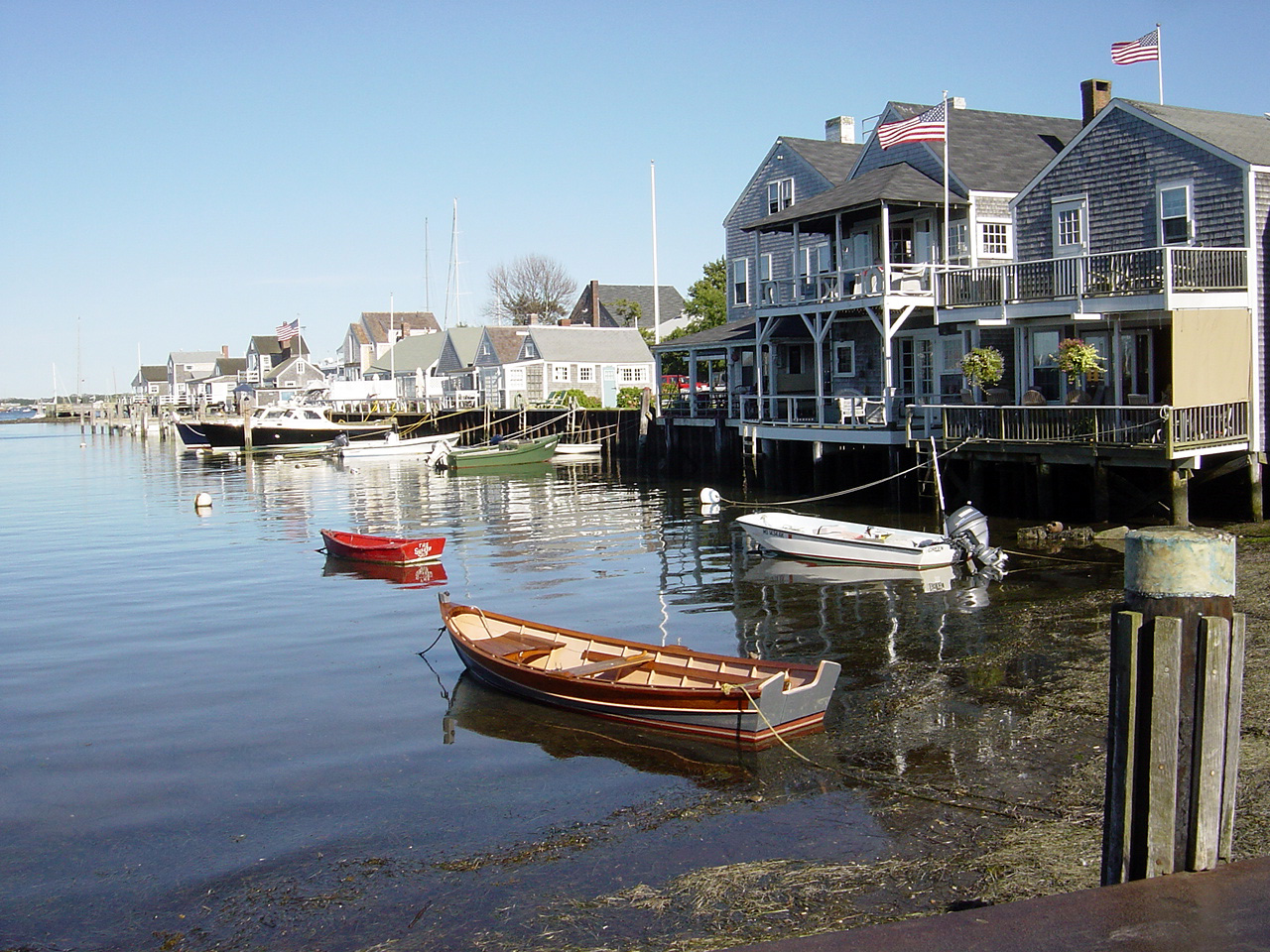
Nantucket im Sommer

Vor der „Entdeckung“ 1602 durch den englischen Kapitän Bartholomew Gosnold war Nantucket von zirka 3000 Indianern des Stamms der Wampanoag bevölkert. 1641 nahm Thomas Mayhew die Insel in Besitz und ließ dort bis ins Jahr 1659 Schafe weiden. 1692 wurde Nantucket durch einen Verwaltungsakt Teil des Neuengland-Staates Massachusetts. Um 1700 lebten dort etwa 300 Weiße und 800 Indianer.
Am 25. Juli 1956 kollidierte der italienische Luxusliner Andrea Doria nahe der Insel (nach Radar-gestützter Navigation bei Nacht und Nebel) mit dem ostwärts fahrenden Passagierschiff Stockholm und sank wenige Stunden später. 46 Menschen kamen bei dem Unglück ums Leben.
Neben dem Nantucket Historic District hat das Jethro Coffin House den Status einer National Historic Landmark.

## Walfang
Nachdem angespülte Kadaver von Walen zuvor schon zu Tran verarbeitet worden waren, begann um 1690 mit kleinen Booten in Küstennähe die Jagd auf Wale. Als im Kopf von Pottwalen Walrat und dessen Wert entdeckt wurde, wurde die Waljagd ab 1715 auf den Hochseebereich ausgedehnt. Die weitgehend auf Pottwale spezialisierte typische Fangweise Nantucketer Walfänger gegen Ende des 18. Jahrhunderts bestand in Fangreisen, die um Kap Hoorn herum in den Pazifik bis vor die japanische Küste führten und mit Rückreise zwei bis vier Jahre dauerten.
Die Wirtschaft der Insel wandte sich in der Folge zunehmend dem Handel mit Tran und Walrat sowie dem Bau und Unterhalt der Walfangschiffe zu. Die Stadt Nantucket nahm dabei einen enormen wirtschaftlichen Aufschwung und war vom frühen 18. Jahrhundert bis etwa 1830 die „Walfang-Hauptstadt“ der Welt.
Erdöl-Funde ab 1830 beeinträchtigten den Absatz von Waltran als Schmiermittel und Lampenbrennstoff. Dies leitete den Niedergang der Wirtschaft von Nantucket ein. Hinzu kamen immer längere Fangreisen in leergejagten Meeren. Die „Nantucket-Untiefen“ vor dem Hafen behinderten zudem die größer werdenden Walfangschiffe, die daher ins benachbarte New Bedford und Salem (Massachusetts) mit ihren direkten Eisenbahn-Anschlüssen auswichen.
Ein verheerender Großbrand 1846, Goldrausch und Bürgerkrieg hatten weitere, die Wirtschaft beeinträchtigende Folgen. Von 1840 bis 1870 ging die Bevölkerung von etwa 10.000 auf 1000 Einwohner zurück.

## Kultur
In der ersten Hälfte des 18. Jahrhunderts beherrschten die Quäker das wirtschaftliche, gesellschaftliche und kulturelle Leben auf der Insel. Ralph Waldo Emerson sprach dazu von der „Nation Nantucket“. Literarisch ausführlich verewigt wurde Nantucket 1852 auch in Herman Melvilles Moby-Dick – hier beginnt die Romanfigur Ismael ihre schicksalhafte Reise auf der Pequod. Schon Edgar Allan Poes 1838 erschienener Roman The Narrative of Arthur Gordon Pym of Nantucket, der auf Nantucket beginnt und eine Reise in die Antarktis thematisiert, führte Nantucket im Titel. Die amerikanische Autorin Caroline D. Snedeker entwarf mit ihrem 1927 erschienenen Buch Downright Dencey (deutsch Das Versprechen) ein authentisches Porträt der Insel um 1818 und rückte dabei das Quäkertum in den Vordergrund ihrer Erzählung. Auch im Roman Im Dutzend billiger von Frank B. Gilbreth und Ernestine Gilbreth Carey spielt Nantucket eine wichtige Rolle. Dort verbrachte die Familie Gilbreth regelmäßig den Sommerurlaub in ihrem eigenen Ferienhaus.
Die Rockband Mountain veröffentlichte 1971 einen ihrer größten Erfolge, die LP Nantucket Sleighride, in dem ebenfalls der Walfang thematisiert wird.

## Demographie
Nantucket ist heute ein Seebad und Erholungsort mit über zehntausend festen Einwohnern; im Sommer kann sich die Bewohnerzahl durch die dann anwesenden Besitzer von Ferienhäusern nahezu verfünffachen. Dies trägt dazu bei, dass Nantucket das County mit dem höchsten Pro-Kopf-Einkommen in Massachusetts ist. Das Einkommen zwischen 2006 und 2010 Pro-Kopf betrug 53.410 USD (Massachusetts: 33.966 USD), das Haushaltseinkommen im Schnitt 83.347 USD (64.509 USD) und das Familieneinkommen 89.728 USD (81.165 USD). Die geringe Bevölkerungszahl gekoppelt mit dem Tourismus dürfte einer der Gründe sein.

## Verkehr
Die Insel wird durch Fähren mit dem Festland verbunden. Der Flughafen Nantucket ist, nach Flugbewegungen, der zweitgrößte Flughafen in Massachusetts und wird von zahlreichen Regionalfluggesellschaften bedient.
Von 1881 bis 1917 verband die 14 km lange Nantucket Central Railroad den am östlichsten Punkt der Insel befindlichen Ort Siasconset mit der Stadt Nantucket.

## Trivia
- “There once was a man from Nantucket”[10] ist ein häufiger Anfangsvers von Limericks.
- Beim Walfang bezeichnete man als Nantucket-Schlittenfahrt das Schleppen eines Walfangbootes durch einen harpunierten Wal.
- In der Simpsons-Folge Fantasien einer durchgeknallten Hausfrau schreibt Marge Simpson einen Roman namens Das harpunierte Herz, der auf Nantucket spielt.
- Im Film Inglourious Basterds von Quentin Tarantino vereinbart der SS-Standartenführer Hans Landa, gespielt von Christoph Waltz, mit einem Befehlshaber des US Secret Service als Gegenleistung für seine Mittäterschaft beim Sturz des Dritten Reichs unter anderem die Überlassung eines Grundstücks auf Nantucket Island.
- Die Romanreihe Göttlich verdammt, Göttlich verloren und Göttlich verliebt von Josephine Angelini spielt auf Nantucket.
- Nantucket hat die höchste Auftretenswahrscheinlichkeit für Nebel in Nordamerika.[11]
- Das Nantucket Inlet, eine Bucht in der Antarktis, ist nach der Insel benannt.
- Der Roman Der Liebe eine Stimme geben von Lisa Genova spielt ebenfalls auf dieser Insel.
- Der Roman Downright Dencey (dt. Das Versprechen) von Caroline Snedeker spielt auf der Insel und gibt einen Eindruck vom Leben auf Nantucket um das Jahr 1825.
- Die Sitcom Überflieger (1990–1997) spielt auf einem (fiktiven) Flugplatz der Insel.
- In der Boston-Legal-Folge Bombenstimmung versucht Nantucket, sich eine eigene Atombombe vor Gericht zu erstreiten.
- Die Romanserie Die Leute aus der Lighthouse Lane von Irene Hannon spielt auf Nantucket.
- Das fiktive Walfangschiff Pequod aus Moby-Dick des amerikanischen Autors Herman Melville aus dem Jahr 1851 stammt aus Nantucket.
- Ein neuer Sommer (Originaltitel: The Perfect Couple) ist eine US-amerikanische Miniserie, die 2024 für Netflix produziert wurde und auf Nantucket spielt.

## Persönlichkeiten

### Persönlichkeiten auf Nantucket geboren
- Joseph Gardner Swift (1783–1865), Brigadegeneral der United States Army
- Lucretia Mott (1793–1880), Frauenrechtlerin
- Owen Chase (1797–1869), Erster Offizier des Walfängers Essex
- Obed Starbuck (1797–1882), Walfänger, Kapitän und Entdecker
- Charles J. Folger (1818–1884), Jurist und Politiker
- Maria Mitchell (1818–1889), Astronomin und Frauenrechtlerin
- Rowland Hussey Macy (1822–1877), Gründer der Kaufhauskette Macy’s
- Allison Mleczko (* 1975), Eishockeyspielerin
- Meghan Trainor (* 1993), Sängerin und Songwriterin

### Persönlichkeiten, die vor Ort gewirkt haben
- Elizabeth Coffin (1850–1930), Malerin und Pädagogin
- Willie Wright (* 1939), Musiker

### Sonstiges
- Der österreichisch-US-amerikanische Nobelpreisträger für Medizin, Karl Landsteiner (1868–1943), und seine Frau lebten in einem kleinen Haus nahe dem Leuchtturm Sankaty Head Light. Sie verstarben beide im Jahre 1943 und wurden im Friedhof Prospect Hill Cemetery von Nantucket beerdigt.[12]